# Zhang Tingyu

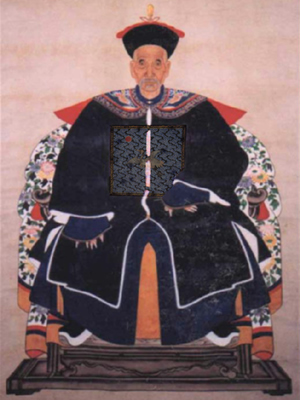
Zhang Tingyu

Zhang Tingyu (chin.: 張廷玉; Wade-Giles: Chang Ting-yü; Ehrenname Hengchen 衡臣; * 1672; † 1755) war ein han-chinesischer Politiker in der Qing-Dynastie.
In Tongcheng, Provinz Anhui, geboren absolvierte Zhang Tingyu die kaiserlichen Examen und trat 1699 unter Kaiser Kangxi in den Staatsdienst ein. Dort diente er zunächst als Staatssekretär, später unter Yongzheng als Premierminister und Mitglied des Staatsrats. Er spielte eine zentrale Rolle in der Hofpolitik und gilt als Architekt zahlreicher politischer Projekte. In den Qianlong-Zeit schließlich war er maßgeblich am Chinesisch-Mandschurischen Konflikt beteiligt, indem er erstgenannter Partei als informeller Anführer vorstand. Zhang wurde für seinen integren Charakter wie auch für seine Prinzipientreue geschätzt. 
Sein literarisches Talent erlaubte es ihm, die Geschichte der Ming (Mingshi) zu verfassen und 1739 herauszugeben. 